# Storholmen, Pargas
Storholmen är en ö i Finland. Den ligger i Skärgårdshavet och i kommunen Pargas i landskapet Egentliga Finland, i den sydvästra delen av landet. Ön ligger omkring 14 kilometer söder om Åbo och omkring 150 kilometer väster om Helsingfors.
Öns area är 8,8 hektar och dess största längd är 420 meter i öst-västlig riktning.